# Guerre de Zenkunen
La guerre de Zenkunen (前九年の役, Zenkunen no Eki), aussi appelée Guerres antérieures de Neuf Ans se déroule de 1051 à 1063 dans la province de Mutsu, à l'extrême nord de l'île principale de Honshū. Comme les autres grands conflits de l'époque de Heian, tels la guerre de Gosannen et la guerre de Genpei, la guerre de Zenkunen est une lutte pour le pouvoir au sein de clans de samouraïs.

## Contexte
Alors que la plupart des provinces du Japon sont dirigées par un simple gouverneur, Mutsu, situé dans ce qui est de nos jours la région de Tōhoku, dispose d'un général d'armée responsable du contrôle des indigènes Emishi assujettis lorsque les Japonais ont pris le dessus dans la région au IXe siècle. Historiquement, ce poste a toujours été occupé par un membre du clan Abe et il y a de nombreux conflits entre les Abe et le gouverneur général relativement au contrôle administratif de la province.
En 1050, le général responsable de la surveillance des Aïnous est Abe no Yoritoki, qui lève des impôts et confisque des biens de sa propre autorité, accordant rarement d'attention aux souhaits du gouverneur de la province. Celui-ci le fait savoir à la capitale (Kyoto) et demande de l'aide. En conséquence, Minamoto no Yoriyoshi est nommé à la fois gouverneur et commandant en chef. Il est envoyé avec son fils Yoshiie, alors âgé de quinze ans, afin d'arrêter Abe.
Les combats durent douze ans, ou neuf si l'on soustrait de courtes périodes de cessez-le-feu et de paix. Les escarmouches sont dures et nombreuses mais quelques grandes batailles sont livrées jusqu'à la bataille de Kawasaki en 1057. Abe no Yoritoki a été tué peu de temps auparavant et les Minamoto se battent maintenant avec son fils, Abe no Sadato, qui les défait à Kawasaki et les poursuit dans une tempête de neige.
Les forces gouvernementales, emmenées par les Minamoto, rencontrent beaucoup de difficultés pendant un certain temps à cause du terrain rude et des conditions météorologiques défavorables, mais sont finalement renforcées par de nouvelles troupes, dont de nombreuses offertes par le gouverneur, un membre du clan Kiyohara, de la province de Dewa voisine. En 1062, Minamoto no Yoriyoshi et son fils mènent un assaut sur une forteresse Abe située sur la Kuriya-gawa. Ils détournent l'approvisionnement en eau, prennent d'assaut les travaux de terrassement et palissade et mettent le feu à la forteresse. Après deux jours de combats, Sadato se rend.
Pour cette raison, Minamoto no Yoshiie est considéré comme le fondateur du grand héritage martial du clan Minamoto et adoré comme un ancêtre particulièrement spécial et puissant kami du clan. En tant que kami légendaire, il est aussi souvent appelé Hachimantarō, « Enfant de Hachiman, le dieu de la guerre ».

## Source de la traduction
- (en) Cet article est partiellement ou en totalité issu de l’article de Wikipédia en anglais intitulé « Former Nine Years War » (voir la liste des auteurs).